# Хонг, Эндрю
Э́ндрю Хонг (англ. Andrew Hong; род. 23 ноября 2004, Сан-Хосе, Калифорния) — американский шахматист, гроссмейстер (2021). В 2024 году участвовал в GRENKE Chess Open и London Chess Classic.
Хонг начал играть в шахматы в 7 лет, спустя год стал играть в турнирах. В 2016 году завоевал серебряную медаль на World Open в категории до 12 лет. В 2022, 2023 и 2024 гадах занимал призовые места на юношеских чемпионатах США. В сентябре 2021 года Хонг победил Яна Непомнящего и Уэсли Со на турнире PRO Chess League Arena Royale. В 2022 году Хонг сыграл в Speed Chess Championship среди юниоров на Chess.com. В 2023 году участвовал в международном фестивале в Лас-Вегасе (5-14 места).
Хонг участвовал в чемпионате мира по рапиду и блицу (рапид — 59-е место, 7,5 очков; блиц — 136-е, 9,5). Во время 7-го тура чемпионата по блицу против Юй Янъи он пожаловался, что проиграл по времени, несмотря на нажатие часов после хода. Апелляция была отклонена арбитрами, и партию выиграл Юй Янъи.
Хонг входил в команду KCF Young Stars, которой руководил Гарри Каспаров. Кроме шахмат увлекается другими видами спорта — футбол и баскетбол, учится в Университете Брауна.